# Борзенко Сергій Олександрович (письменник)
Борзе́нко Сергі́й Олекса́ндрович (* 20 червня (2 липня) 1909, Харків —† 19 лютого 1972, Москва) — український і радянський прозаїк.

## Життєпис
Сергій Олександрович Борзенко народився у Харкові. До 1941 року жив і працював в Україні.
У 1933 році закінчив Харківський електротехнічний інститут. У 1932—1934 роках працював в газеті «Правда Краматорська», і там зібрав і об'єднав молодих літераторів, створивши міське літературне об'єднання Краматорська.
Учасник Другої світової війни.
Під час війни — фронтовий кореспондент газети 18-ї армії «Прапор Батьківщини», газети 1-го Українського фронту «За честь Батьківщини». З 1944 року — кореспондент газети «Правди».
Фронтова доля розпорядилася так, що журналіст і письменник С. О. Борзенко фактично очолив один із загонів десанту морських піхотинців тих, що 1 листопада 1943 року узяли штурмом і утримували плацдарм на Кримському узбережжі в районі селища Ельтіген, у ході Керченсько-Ельтігенської операції військ Північно-Кавказького фронту і Чорноморського флоту.
За героїзм і мужність, проявлені під час висадки десанту на Керченський півострів, Указом Президії Верховної Ради СРСР від 17 листопада 1943 року майорові адміністративної служби Борзенку Сергію Олександровичу присвоєно звання Героя Радянського Союзу з врученням ордена Леніна і медалі «Золота Зірка».
Член КПРС з 1942 року.

## Творчість
Перша збірка — «Народження комуніста» (укр. мовою, 1933).

## Твори
- «Народження комуніста» (укр. мовою, 1933)
- «Десант в Крым» (1944)
- «Повинуясь законам Отечества» (1950)
- «Корея у вогні» (1951 рік)
- «Мужність Кореї» (1953 рік)
- «События и люди», К. (1956)
- «Жизнь на войне» (1958)
- «Повести». М., 1959
- «Який простір!» (книги 1—2, 1958—63)

Перекладені українською
- «Тамань», К.—X. 1945;
- «Хоробрість», К., 1948;
- «Скоряючись законам Вітчизни», К., 1949;
- «Втамування спраги», К., 1952.

Як спеціальний кореспондент «Правди» написав цикл нарисів про Корею — «Корея у вогні» (1951 рік), «Мужність Кореї» (1953 рік).
Темі жовтневого перевороту і становлення радянської окупації України присвячений роман «Який простір!» (книги 1—2, 1958—63 роки).
Як військовий кореспондент освітлював події на радянсько-китайському кордоні в період озброєного конфлікту в районі острова Даманський 2—15 березня 1969 року.
Помер в Москві, де і похований на Новодівочому цвинтарі.

## Нагороди та пошанування

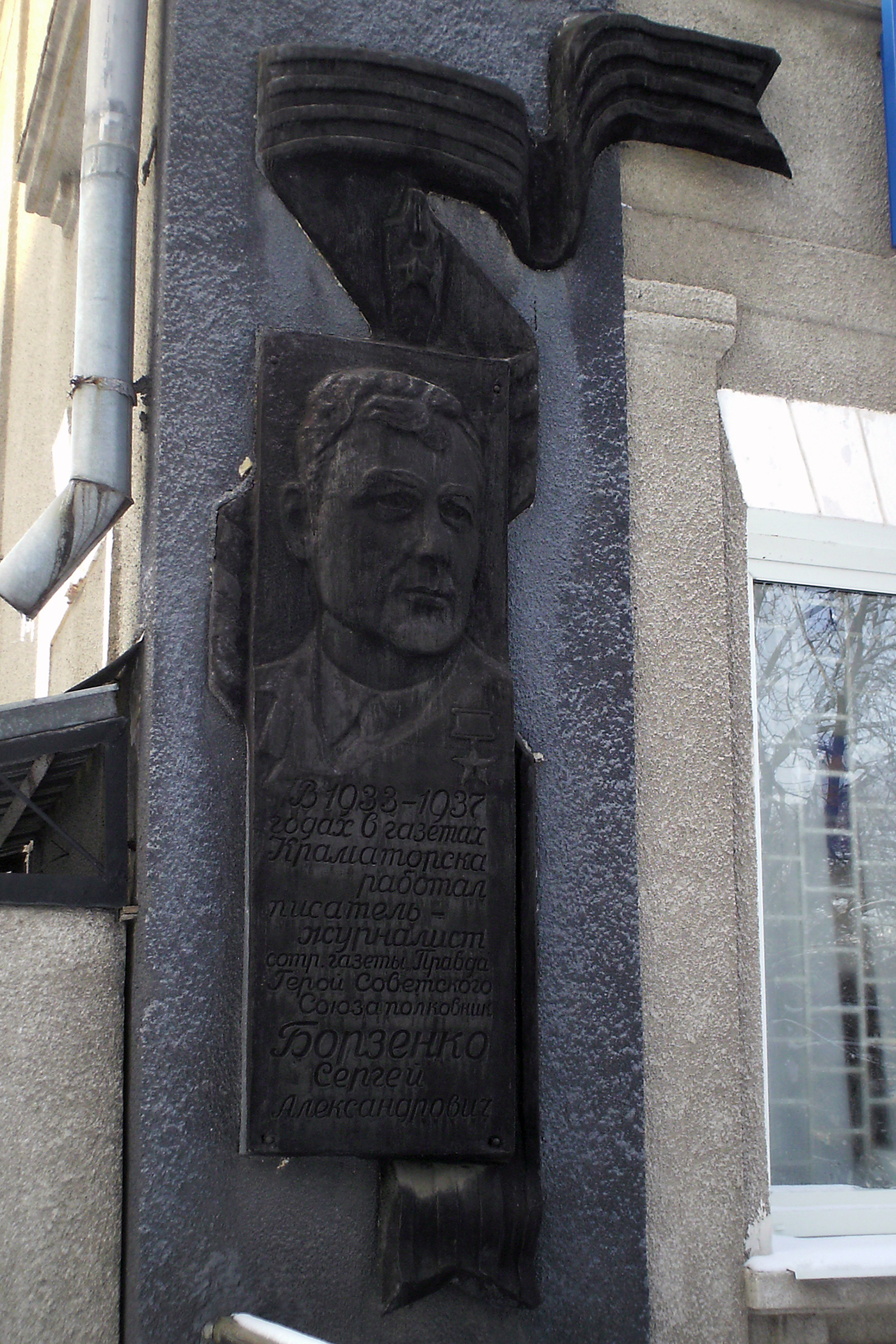
Будинок редакції газети «Краматорська правда», у якій працював С. Борзенко

Нагороджений орденами Леніна, Вітчизняної війни 1-го ст. — двома, Трудового Червоного Прапора, Червоної Зірки — трьома, медалями, а також іноземними орденами.
У Харкові його ім'ям названо вулицю і школу № 30, в якій створений музей. У Краматорську ім'ям Сергія Борзенка названа площа, на якій розташовувалася редакція газети «Краматорська Правда».